# 根田啓史
根田 啓史（ねだ ひろふみ、1983年6月13日 - ）は、日本の漫画家。

## 来歴
2007年、読切『お母さんはスパイ』で第67回赤塚賞佳作を受賞。2008年、読切『ロボット先生マクロ』で第63回小学館新人コミック大賞青年部門佳作を受賞。『赤マルジャンプ』（集英社）2009 WINTERで読切『死にかけ戦士!! 痩身マン』を掲載し漫画家デビュー。『週刊少年ジャンプ』（集英社）2009年39号で金未来杯エントリー作品として読切『世直し伝説!! 世奈押郎』を掲載。2015年ごろまで、田村隆平や堀越耕平らのアシスタントを務めた。
堀越耕平の『僕のヒーローアカデミア』のスピンオフ『僕のヒーローアカデミア すまっしゅ!!』を連載。同作は『少年ジャンプ+』2015年11月9日より毎週月曜更新で連載された。
2019年、Twitterに『異世界行ったら、すでに妹が魔王として君臨していた話。』を発表し、『ピッコマ』などの電子媒体にて連載開始。同作はナンバーナインにて電子書籍を配信後、KADOKAWAから書籍を刊行。

## 作品リスト

### 漫画作品
- お母さんはスパイ - 読切。第67回赤塚賞佳作
- ロボット先生マクロ -　読切。小学館新人コミック大賞 青年部門佳作[3]
- 死にかけ戦士!! 痩身マン（『赤マルジャンプ』2009 WINTER、集英社）
- 世直し伝説!! 世奈押郎（『赤マルジャンプ』2009 SPRING、集英社）
- 世直し伝説!! 世奈押郎（『週刊少年ジャンプ』2009年39号、集英社） - 金未来杯エントリー作品。
- 死にかけ戦士!! 痩身マン（『週刊少年ジャンプ』2010年11号、集英社）
- 戸田くん青20才（『週刊ヤングジャンプ』2014年29号、集英社）
- 緊縛霊媒師 佐渡原さん（『少年ジャンプNEXT!!』2015 vol.1、集英社）
- 僕のヒーローアカデミア すまっしゅ!!（原作：堀越耕平、『少年ジャンプ+』2015年11月9日[4] - 2017年11月6日、集英社）
- 異世界行ったら、すでに妹が魔王として君臨していた話。

（Twitter→『ピッコマ』など、2019年 - 連載中）
- 怪しい壺買ったら、中から美少女が出てきた話。

### 書籍
- 『僕のヒーローアカデミア すまっしゅ!!』集英社〈ジャンプコミックス〉、2016年 - 2017年、全5巻
- 『異世界行ったら、すでに妹が魔王として君臨していた話。』KADOKAWA〈電撃コミックスNEXT〉、2021年[7] - 、既刊3巻[注釈 1] - 書籍では電子版と収録範囲が異なり、描きおろしが収録されている[7][8]。

### アンソロジー
- 『コミティア2020支援アンソロジー"continue"』（2020年9月21日発売[9]） - 参加[9]